# Донгаздобыча (футбольный клуб)
«Донгаздобыча» — российский футбольный клуб из хутора Сулин Миллеровского района Ростовской области. Основан в 1992 году, представляет ЗАО «Донгаздобыча» (Ростов-на-Дону).

## Прежние названия
- СК «Мир», «Мир», «Мир-Донгаздобыча» (2002—2003, 2006)
- «Донгаздобыча-Мир» (2007)
- «Донгаздобыча» (с 2008).

## Статистика выступлений
Участник первенства Ростовской области:
- 1992—1993 (вторая лига),
- 1994, 2004 (первая лига),
- 1995—1997, 2001—2003, 2005—2013 (высшая лига).

## Достижения
- Победитель группового раунда Кубка Регионов УЕФА: 2010[1].
- Обладатель Кубка России среди любительских команд: 2009[2].
- Обладатель Кубка ЮФО среди любительских команд: 2009.
- Победитель Кубка/Лиги чемпионов ЮФО/СКФО: 2007, 2008, 2009, 2010, 2011[3], 2012, 2013, 2014.
- Чемпион Ростовской области: 2006, 2007, 2008, 2009, 2010, 2011, 2012.
- Бронзовый Первой лиги Чемпионата Ростовской области: 2003, 2005.
- Победитель областного турнира второй лиги: 1993.
- Обладатель Кубка федерации футбола Ростовской области: 2002, 2007, 2008, 2009, 2010.
- Обладатель Суперкубка Ростовской области: 2002.
- Обладатель Кубка газеты «Молот»: 2007, 2008, 2009, 2011.
- Финалист Кубка газеты «Молот»: 2006.

## Стадион
- Домашний стадион: «Мир» (150 мест).
- Резервный стадион: ОСДЮСШОР-9 (Азов, 1000 мест).

## Тренеры
- Богателло Анатолий Эдуардович (2002—2004)
- Шкляр, Сергей Сергеевич (2005—2007)
- Болдырев Александр Александрович (2007 — август 2010)
- Санько, Олег Иванович (2010—н. в.)